# Paravespa nairobiensis
Paravespa nairobiensis är en stekelart som först beskrevs av Giordani Soika 1935.  Paravespa nairobiensis ingår i släktet Paravespa och familjen Eumenidae. Inga underarter finns listade i Catalogue of Life.